# 白天白羊座流星雨

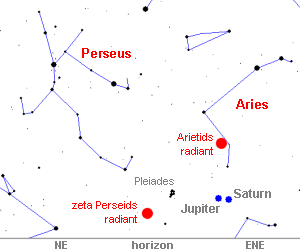
2000年6月7日凌晨5:00在北半球中緯度看見的東方天空。

白晝白羊座流星雨(00171 ARI) Daytime Arietids， 出現在每年的5月22日至7月2日之間，最大期在6月7日。輻射點在卷舌四（英仙座zeta）附近。
白晝流星雨不是在白天出現的流星雨。它的輻射點是日落後出現在西邊天空。白晝流星雨的特徵是輻射點通常位於太陽以西約20°至30°。輻射點位置和流星體分佈軌道根數（orbital elements）可以通過前向散射無線電、雷達和光學三種方法觀測。

## 錯誤的流星雨名稱
國際天文學聯合會沒有「白羊座流星雨」這個名稱，因為白羊座共有二十個流星雨，它們分別是：十月白羊座δ北流星雨、十月白羊座δ南流星雨、白晝五月白羊座北流星雨、白晝五月白羊座南流星雨、白晝白羊座流星雨、白羊座ζ流星雨、九月白羊座μ流星雨、白羊座σ流星雨、十一月白羊座ν流星雨、十二月白羊座δ南流星雨、十二月白羊座δ北流星雨、五月白羊座流星群、十月白羊座流星群、白羊座ξ流星雨、白羊座τ流星雨、白羊座δ流星雨、六月白羊座ε流星雨、白羊座λ流星雨、白羊座ν流星雨和七月白羊座ξ南流星雨、使用「白羊座流星雨」這個名詞無法分辨出是那一個流星雨。

## 母體
白晝白羊座流星雨的來源是P/1999 J6 SOHO彗星，這顆彗星屬於馬斯登（Marsden）掠日彗星群組。
最早注意到這個流星雨的是在英國的卓瑞爾河岸天文台於1947年的夏天，當地球穿越星辰間密集的二條流星體流時，引發了平均每小時60顆流星的流星雨，而它的來源只像天空中的白羊座和英仙座的方向上。但是，在流星雨發生的最高潮時，這兩個星座都是位在鄰近太陽的方向上，所以很難用肉眼來觀察這個流星雨，而在流星雨初期出現的流星也只能在日出前一小時，也就是黎明時才能觀測到。